# Histiocytose éruptive généralisée
L’histiocytose éruptive généralisée est une des formes d'histiocytose non langerhansienne (ou HCL) qui constitue elle-même la seconde des trois classes de maladies histiocytaires, les deux autres étant les histiocytoses langerhansiennes (HCL) (Classe 1) et la classe des Histiocytose maligne (Ces trois classes d'histiocytoses ont en commun d'être « des maladies réactives ou malignes dans lesquelles divers tissus, y compris la peau, sont infiltrés par des cellules de la lignée monocyte-macrophage »). 
C'est une maladie dermatologique (histiocytose cutanée non lipidique) qui n'affecte que de  jeunes enfants et guérit spontanément.
Elle semble avoir pour origine les dendrocytes dermiques. 

## Histoire
C'est Winkelmann et Müller qui en 1963 ont les premiers décrit cette maladie (chez des adultes, mais des cas pédiatriques ont ensuite été décrits été rapportés ultérieurement) qu'ils ont classé parmi les histiocytoses non langerhansiennes et non lipidiques bénignes.

## Description
- éruption asymptomatique de nombreuses papules (50 à 1 000) cutanées, éparses, fermes, mesurant chacune de 3 à 10 mm, rouge foncé ou bleuâtre
- en poussées successives[4].
- distribution symétrique sur le visage, le tronc et la partie proximale des membres[4]
- rarement sur des muqueuses[4]
- symptômes présents pendant quelques années puis rémission spontanée[4].
- Les formes présentes chez l'enfant diffère de la forme adulte (distribution non symétrique, jamais sur les muqueuses et pouvant évoluer vers une forme xanthomateuses[2]).

## Diagnostic
- L'observation histologique montre un infiltrat histiocytaire plutôt monomorphe dans les couches supérieure et moyenne du derme. 
Le noyau des histiocytes, pâle et mal défini contient peu de chromatine et un cytoplasme abondant[4] ; 
On ne voit pas de cellule spumeuse ni géante, mais des lymphocytes sont présents[4] ; 
Les colorations ad hoc ne font pas apparaître de lipides, ni de mucopolysaccharides ni la protéine S-100.
- Le microscope électronique montre  des nombreuses inclusions intracellulaires ; elles sont denses, lamellaires et régulières, souvent

regroupées. On voit aussi parfois des inclusions vermiformes, mais toujours sans granules de Birbeck.

## Diagnostic différentiel
Il se fait sur des bases cliniques, histologiques, immunocytochimiques et ultrastructurelles.
Pour les aspects clinique, il doit éliminer les hypothèses de : 
- Xanthome papuleuxs
- Histiocytose sinusale
- Lymphadénopathie massive
- Urticaire pigmentaire (UP)
- Histiocytose céphalique bénigne(HCB),